# 3729 Yangzhou
3729 Yangzhou је астероид главног астероидног појаса чија средња удаљеност од Сунца износи 2,624 астрономских јединица (АЈ).
Апсолутна магнитуда астероида је 12,1.